# Саїманга червоногруда

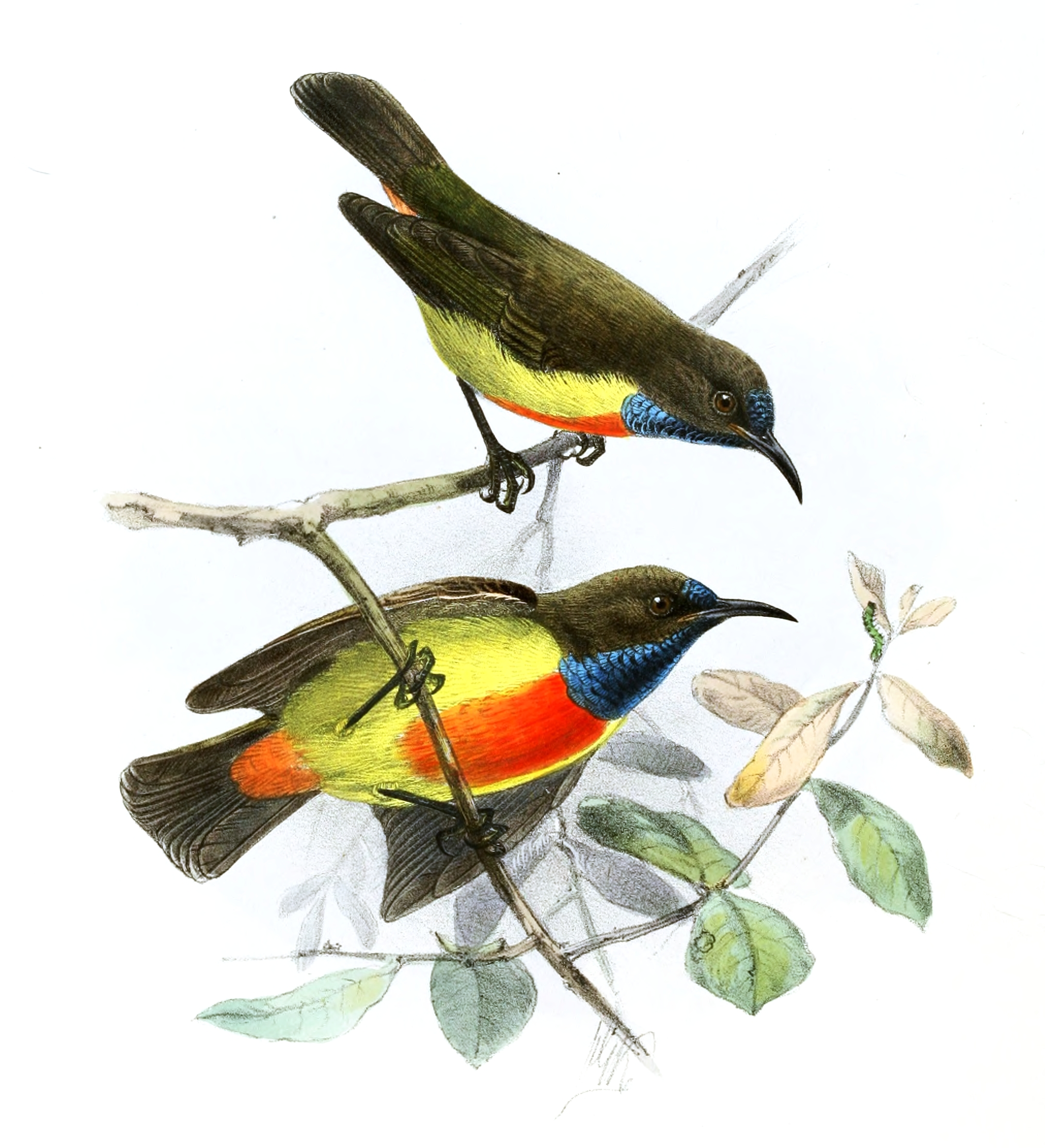
Червоногруді саїманги

Саїманга червоногруда (Anthreptes anchietae) — вид горобцеподібних птахів родини нектаркових (Nectariniidae). Мешкає в Центральній Африці. Вид названий на честь португальського мандрівника і натураліста Жозе Альберто де Олівейри.

## Поширення і екологія
Червоногруді саїманги поширені в Анголі, ДР Конго, Мозамбіку, Малаві, Танзанії і Замбії. Вони живуть в сухих саванах.